# Heaven (canção de Ailee)
"Heaven" é uma canção da cantora coreana-americana Ailee, lançada em 9 de fevereiro de 2012 em formato digital através da YMC Entertainment.

## Lançamento
Em 6 de fevereiro, um vídeo teaser para a canção de estreia de Ailee, "Heaven", foi lançado. "Heaven" foi composta e produzida por Wheesung. No dia 9, Ailee lançou a canção e o videoclipe, que contou com a participação de Lee Gi-kwang do Beast.

## Promoções
As promoções para a canção iniciaram em 9 de fevereiro, no M! Countdown da Mnet. A canção também foi promovida nos programas musicais Music Bank, Show! Music Core e Inkigayo.

## Desempenho nas paradas
Apenas um mês depois de sua estreia, ela dominou a Cyworld Music Awards em fevereiro onde conquisotu os prêmios de "Canção do Mês" e "Rookie do Mês". A Cyworld Digital Music Awards baseia-se nas paradas musicais da Cyworld e os vencedores são determinados para o artista ou grupo que possui as maiores vendas no mês.
"Heaven" terminou na sexta posição no ranking da Gaon Chart National Digital Singles na primeira metade de 2012 e em nono lugar na classificação geral da Gaon Yearly Chart.

### Paradas
| Parada                       | Melhor posição |
| ---------------------------- | -------------- |
| Gaon Singles chart           | 3              |
| Gaon Local Singles chart     | 3              |
| Gaon Streaming Singles chart | 3              |
| Gaon Download Singles chart  | 6              |
| Gaon BGM chart               | 1              |
| Gaon Mobile Ringtone chart   | 2              |
| Gaon Karaoke chart           | 1              |

## Créditos
- Ailee - Vocais
- Wheesung - Produção, composição, arranjo, música